# 邝伍臣
邝伍臣（1850年—1929年），原籍廣東台山，是清末民初广州有名的富商，拥有聚龙村房屋5幢。在广州创办邝美南兄弟鞋厂和天元茶楼（清平饭店前身）。後又在新加坡開設南生雜貨店，以及在舊金山開設利源押（即當舖）。